# Georges El-Murr
Georges El-Murr BC (ur. 11 października 1930 w Ka’â, zm. 8 lutego 2017) – libański duchowny katolicki Kościoła melchickiego, arcybiskup Petry i Filadelfii 1992-2007 i egzarcha Iraku 1997-2007.

## Życiorys
Święcenia kapłańskie otrzymał 27 lipca 1958.
26 sierpnia 1992 mianowano go arcybiskupem Petry i Filadelfii. 23 października tego samego roku z rąk patriarchy Maksymosa V Hakima przyjął sakrę biskupią. W latach 1997–2007 piastował również godność egzarchy Iraku. 18 czerwca 2007 złożył rezygnację z obu funkcji.
Zmarł 8 lutego 2017.